# Li Lingdžuan
Li Lingdžuan (kitajsko: 李玲娟; pinjin: Lǐ Língjuān), kitajska lokostrelka, * 10. april 1966, Ljudska republika Kitajska.
Li je sodelovala na lokostrelskem delu poletnih olimpijskih igrah 1984, kjer je osvojila drugo mesto. To je bila tudi prva olimpijska medalja, ki jo je osvojila Kitajka v olimpijskem lokostrelstvu.